# Ținutul Pădurenilor (sit SCI)
Ținutul Pădurenilor este o arie protejată (arie specială de conservare — SAC, sit de importanță comunitară — SCI) din România, desemnată în scopul protejării biodiversității și menținerii într-o stare de conservare favorabilă a florei spontane și faunei sălbatice, precum și a habitatelor naturale de interes comunitar aflate în arealul zonei de protecție. Aceasta este situată în sud-vestulul Transilvaniei, pe teritoriile județulor Hunedoara și Timiș.

## Localizare
Aria naturală se întinde în extremitatea vestică a județului Hunedoara (la limita de graniță cu județele Caraș-Severin și Timiș), pe teritoriile administrative al comunelor Bunila, Bătrâna, Cerbăl, Lunca Cernii de Jos și Lăpugiu de Jos; și în cea estică a județului Timiș, pe teritoriul comunei Tomești, aproape de drumul județean DJ684 care leagă localitatea Voislova de Rusca Montană.

## Înființare
Aria protejată reprezintă o zonă naturală (păduri de foioase, păduri de conifere, păduri în tranziție, pajiști naturale și stepe) încadrată în bioregiunea alpină a  Munților Poiana Ruscă. 
Zona a fost declarată sit de importanță comunitară prin Ordinul Ministerului Mediului și Dezvoltării Durabile Nr.1964 din 13 decembrie 2007 (privind instituirea regimului de arie naturală protejată a siturilor de importanță comunitară, ca parte integrantă a rețelei ecologice europene Natura 2000 în România) și se întinde pe o suprafață de 7.064 hectare. Acesta include rezervația naturală Codrii seculari pe Valea Dobrișoarei și Prisloapei. Situl a fost protejat și ca arie specială de conservare în mai 2022.

## Biodiversitate
Situl a fost creat în scopul protejării biodiversității și menținerii într-o stare de conservare favorabilă a faunei sălbatice, precum și a două habitate de interes comunitar (Păduri de fag de tip Asperulo-Fagetum și Păduri de fag de tip Luzulo-Fagetum) aflate în nord-estului masivului Poiana Ruscă (grupă montană aparținând lanțului carpatic al Occidentalilor).  
La baza desemnării sitului se află mai multe specii faunistice (mamifere, reptile și amfibieni) protejate la nivel european sau aflate pe lista roșie a IUCN; astfel: urs brun (Ursus arctos), cerb (Cervus elaphus), mistreț (Sus scrofa), lup cenușiu (Canis lupus), râs eurasiatic (Lynx lynx)căprioară (Capreolus capreolus), pisică sălbatică (Felis silvestris silvestris), jder de copac (Martes martes), viezure (Meles meles), vulpe roșcată ( Vulpes vulpes), iepure de câmp ( Lepus europaeus), șarpele lui Esculap (Elaphe longissima), viperă cu corn (Vipera ammodytes), ivorașul-cu-burta-galbenă (Bombina variegata) sau șopârla de ziduri (Podarcis muralis).

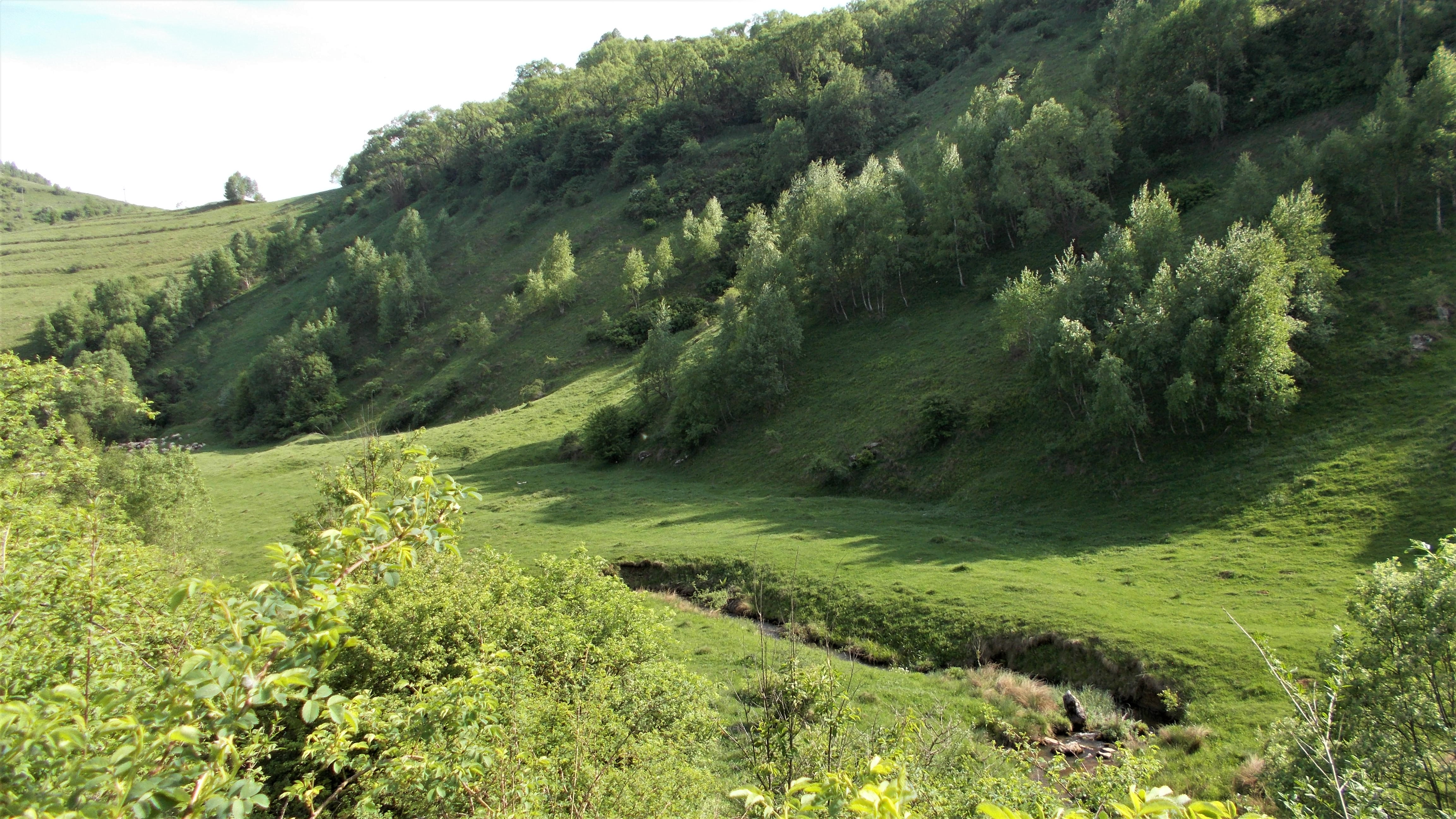
Imagine din sit

Vegetația întâlnită este eterogenă, de la făgete și gorunete până la pajiști și pășuni. Pădurile ce acoperă o importantă suprafață a sitului au în componență arbori și arbusti cu specii de: fag (Fagus sylvatica) în asociere cu gorun (Qercus petraea), carpen (Carpinus betulus), cer (Quercus cerris), frasin (Fraxinus excelsior), ulm (Ulmus foliaceae), stejar (Qercus robur), mesteacăn (Betula pendula), măr-pădureț (Malus sylvestris), păr-pădureț (Pyrus pyraster), arin (Alnus glutinosa) și răchită (Salix fragilis), soc roșu (Sambucus racemosa) și socul negru (Sambucus nigra) , alun (Corylus avellana), lemnul câinelui (Ligustrum vulgare), sânger (Cornus sanguinea), tulichină (Daphne mezereum), păducel (Crataegus monogyna), porumbar (Prunus spinosa), mur (Rubus fruticosus), măceș (Rosa canina), afin (Vaccinum myrtillus) și zmeur (Rubus idaeus). 
La nivelul ierburilor este întâlnită o mare varietate floristică, alcătuită în cea mai mare parte din plante cu specii mediteranene, daco-balcanice, pontice sau panonice; dintre care unele protejate la nivel european prin Directiva C.E. 92/43/CE din 21 mai 1992 (privind conservarea habitatelor naturale și a speciilor de faună și floră sălbatică); printre care: laptele cucului (Euphorbya amygdaloides), pătlăgină (Plantago major), clopoțel (Campanula serrata), plămânărică (Pulmonaria officinalis), vinariță (Asperula odorata), sânișoară (Sanicula europaea), păștiță (Anemone nemerosa), frag (Fragaria vesca), brebenei (Corydalis solida), ciclamen (Cyclamen purpurascens), rostopască (Chelidonium majus), talpa gâștii (Leonurus cardiaca), tătăneasă (Symphytum officinale), traista-ciobanului (Capsella bursa-pastoris), țintaură (Centaurium umbellatum), viorele (Scilla bifolia), măcrișul iepurelui (Oxalis acetosella), brândușă de toamnă (din speciile Colchicum autumnale), sânzâiene (Galium verum), margaretă (Leucanthemum vulgare), sunătoare (Hypericum perforatum), ghiocel (Galanthus nivalis), trifoi (Trifolium pratense), podbal (Tussilago farfara), scai vânăt (Eringium planum), coada-calului (Equisetum arvense), ciuboțica cucului (Primula veris), coada șoricelului (Achillea millefolium), mentă (Mentha piperita) și păpădie (Taraxacum officinale).

## Monumente și atracții turistice
În vecinătatea sitului se află câteva obiective (monumente istorice, case memoriale, arii naturale protejate) de interes istoric, cultural și turistic; astfel:

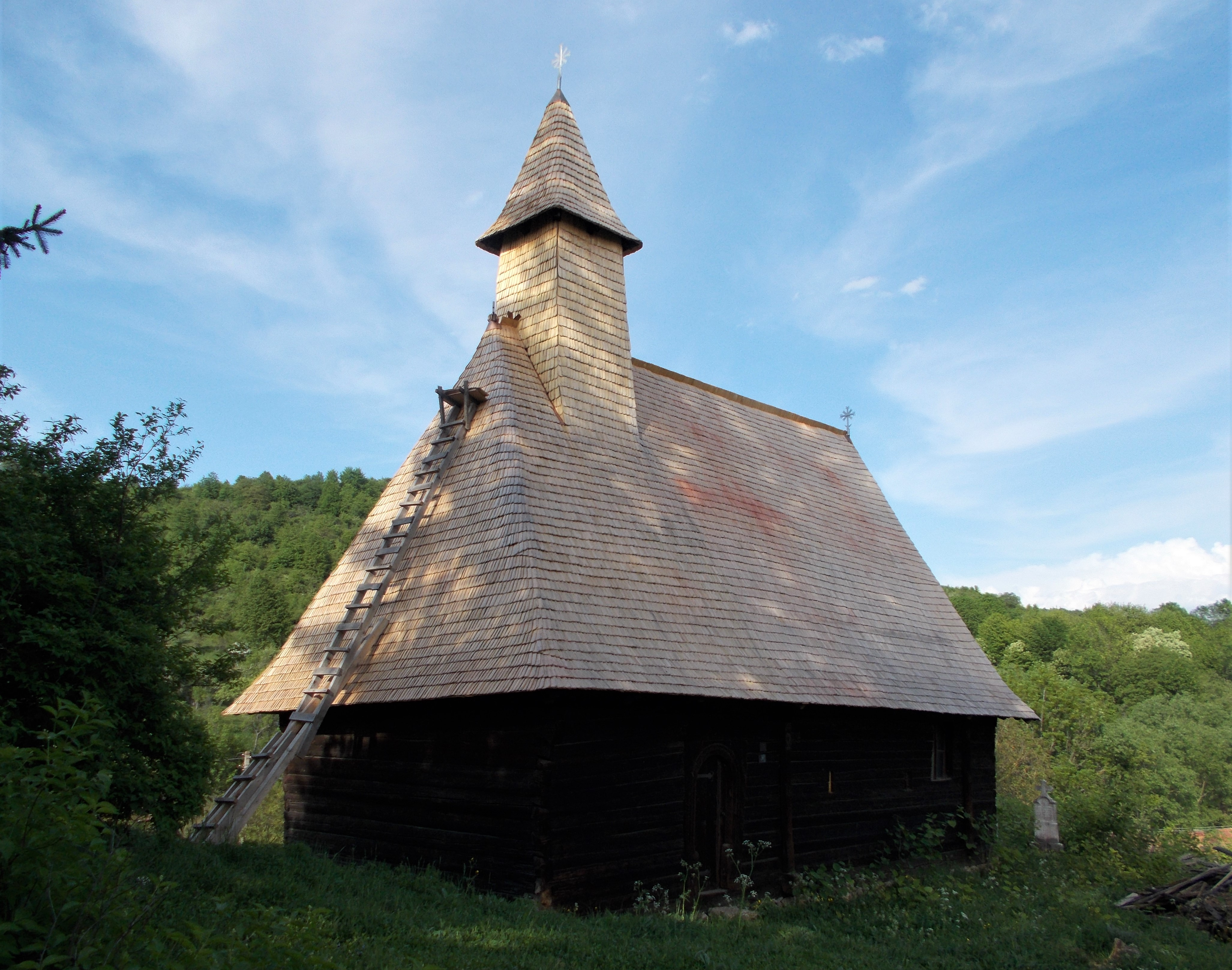
Biserica de lemn din Alun

- Biserica de lemn „Adormirea Maicii Domnului” din Alun, construcție secolul al XVII-lea, monument istoric.
- Biserica de lemn „Pogorârea Duhului Sfânt” din Bunila, construcție 1903.
- Biserica de lemn „Cuvioasa Paraschiva” din satul Bătrâna, construcție 1780.
- Biserica de lemn „Sfinții Arhangheli Mihail și Gavriil” din Feregi, construcție secolul al XVII-lea.
- Biserica de lemn „Sfântul Nicolae” din Poienița Tomii, construcție 1805.
- Biserica de lemn „Cuvioasa Paraschiva” din satul Merișoru de Munte, construcție secolul al XVII-lea.
- Biserica de lemn „Cuvioasa Paraschiva” din satul Socet, construită în anul 1793.
- Biserica de lemn „Cuvioasa Paraschiva” din Baștea, construcție secolul al XVIII-lea.
- Biserica de lemn „Cuvioasa Paraschiva” din Holdea, construcție 1818.
- Biserica de lemn „Adormirea Maicii Domnului” din Lăpugiu de Jos, construcție 1765, monument istoric.
- Biserica de zid „Adormirea Maici Domnului” din Teiu, construcție 1788.
- Casa memorială Drăgan Muntean din satul Poienița Voinii.
- Drumul de marmură de la Alun.
- Ariile protejate: Rusca Montană, Locul fosilifer Lăpugiu de Sus și Cheile Cernei (sit de importanță comunitară inclus în rețeaua ecologică europeană ”Natura 2000 în România”).